# 농노해방령

농노해방 포고령을 듣는 사람들

농노해방령은 1861년 3월 3일에 알렉산드르 2세가 공표한 농노해방에 관한 법령이다. 황제 즉위 6주년을 기념하는 형식으로 발표하였다.

## 개요
크림 전쟁의 패배로 러시아는 기술적으로 , 경제적으로 뒤쳐졌다는 것을 인식했다. 농노제를 유지시킨다면 농업에서의 자본주의적 발전을 가로막게 될 것이라고 판단하여 농노해방령이 나오게 되었다. 이에 동요하는 귀족들에게 “우리는 조만간 이 문제를 거론해야 한다.”, “아래보다 더 위에서 시작하는 것이 훨씬 낫다”고 말하며 측근 관료와 함께 개혁을 주도했다. 농민에게는 고액의 보상비용이 소요되었고, 해방 후에도 사실상 공동체에 묶이게 되는 등 부족한 점은 많았지만, 법적으로는 농노제가 폐지되고 농민은 자유를 얻게 되었다.
이 개혁으로 농노제는 역사속으로 사라지게 되고, 다수의 공장 노동자가 생겨났다. 이는 러시아 자본주의 발달의 촉진제가 되었다.

## 문제점

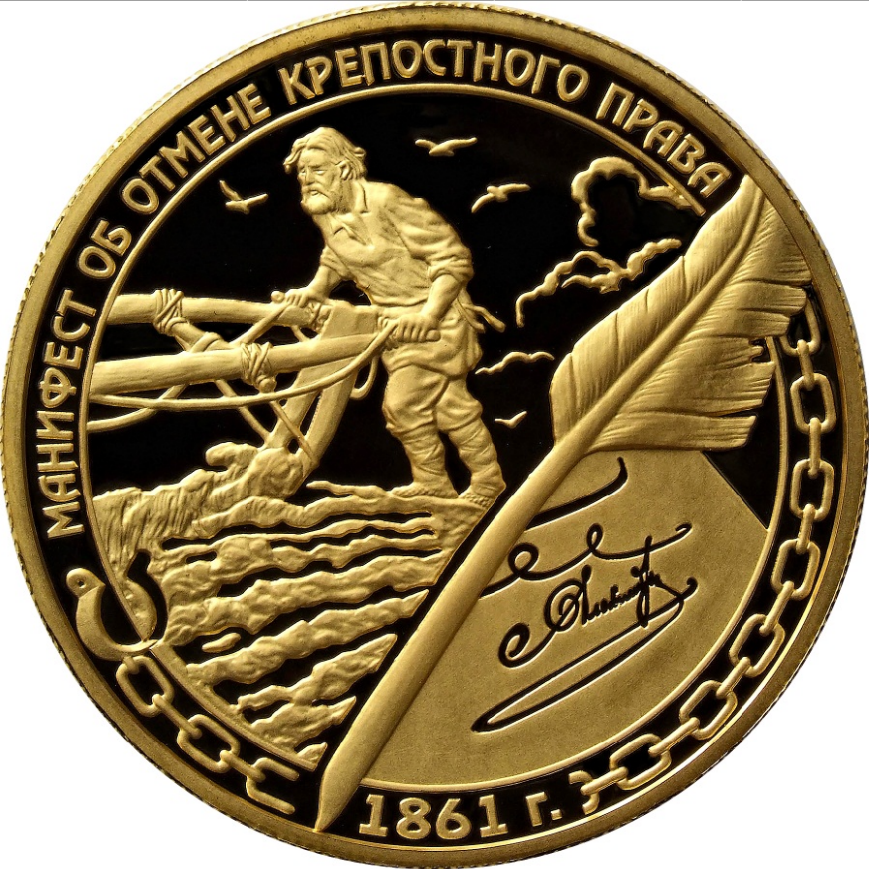
농노 해방 상징물

농노들은 농노 해방령으로 자유를 얻었지만, 땅은 많은 돈을 지불해야 자신의 땅으로 인정받을 수 있었다. 게다가 땅을 소유하더라도 지주밑에서 일했을 때 얻은 땅에 절반도 채 되지 않았다. 그래서 이들 농노들은 다시 지주밑에서 소작인이 되었다. 또, 원래 농사를 짓지 않았던 가내 농노들은 도시로 가서 공장 노동자가 되기도 했다.
결국에 가서는 농노 해방령은 러시아의 토지 소유 구조를 바꿨으며, 전국토에서 귀족 및 호족이 소유한 토지 비중은 80%에서 50%로 감소한 반면, 농부가 소유한 토지의 비중은 5%에서 20%로 증가했다.:p. 126

## 같이 보기
- 노예 해방 선언